# Canon EF-S 15-85mm f/3.5-5.6 IS USM
El Canon EF-S 15-85mm f/3.5-5.6 IS USM és un objectiu zoom tot terreny, el qual esta entre una focal gran angular, normal i teleobjectiu i amb muntura Canon EF-S.
Aquest, va ser anunciat per Canon l'1 de setembre de 2009, amb un preu de venta suggerit de 105.000¥.
La seva distància focal de 15-85mm té el mateix camp visual en una càmera EOS de la sèrie EF-S que una lent de 24-136mm en una càmera de fotograma complet.
Aquest objectiu és un tot terreny, per tant es pot utilitzar per molts tipus de fotografia, com paisatge o retrat.

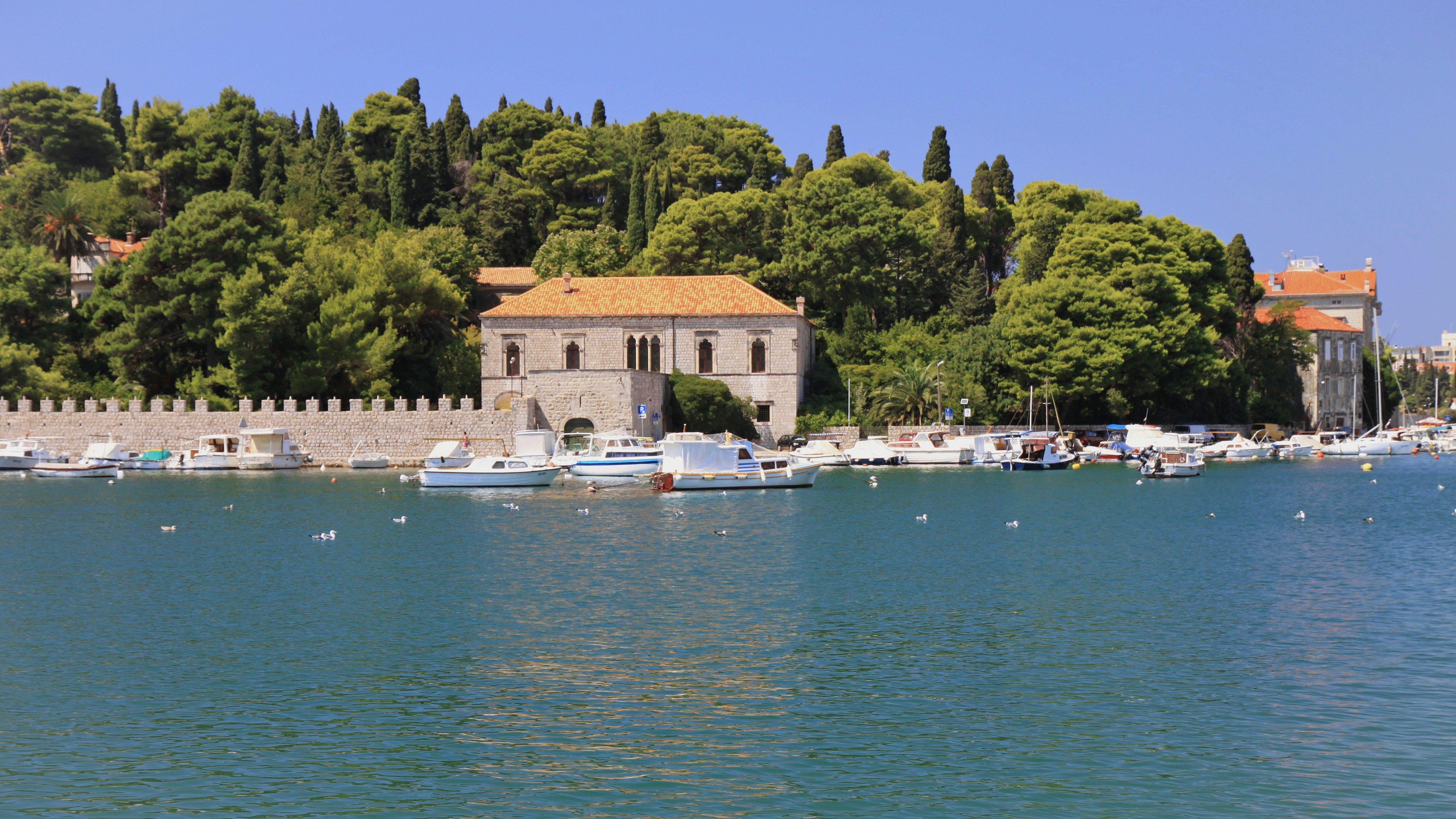
Port fotografiat a 38mm amb el Canon EF-S 15-85mm f/3.5-5.6 IS USM

## Característiques
Les seves característiques més destacades són:
- Distància focal: 15-85mm
- Obertura: f/3.5 - 22 (a 15mm) i f/5.6 - 38 (a 85mm)
- Motor d'enfocament: USM (Motor d'enfocament ultrasònic, ràpid i silenciós)
- Estabilitzador d'imatge de 4 passes
- Distància mínima d'enfocament: 35cm
- Rosca de 82mm
- Distorisió òptica a 15mm de -3,15% (tipus barril) i a 85mm de 0,32% (tipus coixí).[4]
- A 15mm i f/8 és on l'objectiu menys ombreja les cantonades, encara que a f/5.6 aquest efecte ja es veu força rebaixat. A 85mm i f/5.6 ja es veu molt rebaixat aquest efecte, però a f/8 és on menys ombreja les cantonades.
- A 15mm i entre f/5.6 i f/8 i a 85mm i f/8 és on l'objectiu dona la millor qualitat òptica.[4]

## Construcció[5]
- La muntura és de metall, la resta de parts són de plàstic.
- El diafragma consta de 7 fulles, i les 17 lents de l'objectiu estan distribuïdes en 12 grups.
- Consta de tres elements asfèrics i una lent d'ultra baixa dispersió.

## Accessoris compatibles[6]
- Tapa E-72 II
- Parasol EW-78E
- Filtres de 72mm
- Tapa posterior E
- Funda LP1116
- Tub d'extensió EF 12 II

## Objectius similars amb muntura Canon EF-S
- Canon EF-S 17-85mm f/4-5.6 IS USM[7]